# Sapele (drzewo)
Sapele, sapelli lub aboudikro (Entandrophragma cylindricum) – gatunek rośliny z rodziny meliowatych (Meliaceae). Rośnie w tropikalnej Afryce. Według czerwonej księgi gatunków zagrożonych jest to gatunek narażony.

## Morfologia
Duże drzewo osiągające 45 m, a sporadycznie nawet do 60 m.

## Zastosowanie

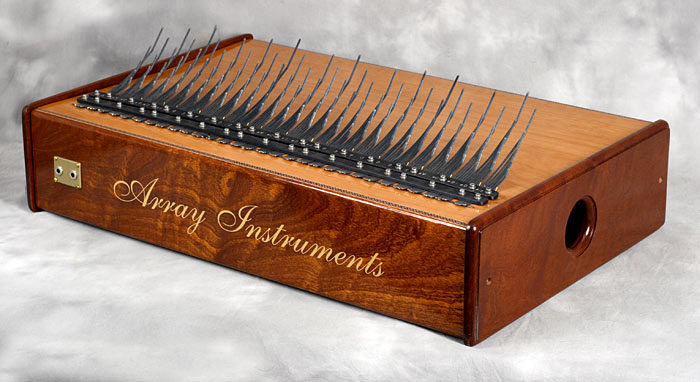
Instrument muzyczny wykonany z drewna sapele

Roślina użytkowaDrewno stosowane na parkiety i okładziny oraz do wyrobu instrumentów muzycznych.